# Joaquin Roces (krantenuitgever)
Joaquin "Chino" Roces (Manilla, 29 juni 1913 -  aldaar, 30 september 1988) was een prominente zakenman en krantenuitgever in de Filipijnen. 

## Leven
Roces was de jongste van een gezin met negen kinderen. Na de dood van zijn vader Alejandro "Moy" Roces in 1943 nam hij het management over van de krantenketen TVT (Taliba-La Vanguardia-Tribune). Na de oorlog startte hij opnieuw de Manila Times op, die op dat moment 15 jaar niet was uitgegeven. De Manilla Times groeide nadien uit tot de grootste en meest invloedrijke krant in de Filipijnen. In 1972 werd de krant echter verboden door president Ferdinand Marcos en werd Roces een tijd gevangengezet. De Manila Times zou pas na het aantreden van Corazon Aquino weer worden uitgegeven. Na zijn vrijlating bleef Roces zich inzetten voor persvrijheid en tegen het dictatoriale regime van Marcos.
In 1986 haalde Roces Corazon Aquino, de weduwe van de vermoorde oppositieleider Benigno Aquino jr., over om namens de oppositie mee te doen aan de onverwacht uitgeschreven verkiezingen van 1986 door in een week tijd meer dan een miljoen handtekeningen op te halen van mensen die de kandidatuur van Aquino steunden.
Officieel verloor Aquino deze verkiezingen nipt van Marcos. Ze werd echter toch de nieuwe president van het land doordat Marcos zich genoodzaakt zag om het land te ontvluchten na de EDSA-revolutie.
Roces overleed twee jaar later op 30 september 1988 aan de gevolgen van kanker.

## Onderscheiding
In 1985 werd Roces onderscheiden met de internationale Gouden Pen van de Vrijheid die jaarlijks door de World Association of Newspapers wordt toegekend.